# Bạc trong đầu tư

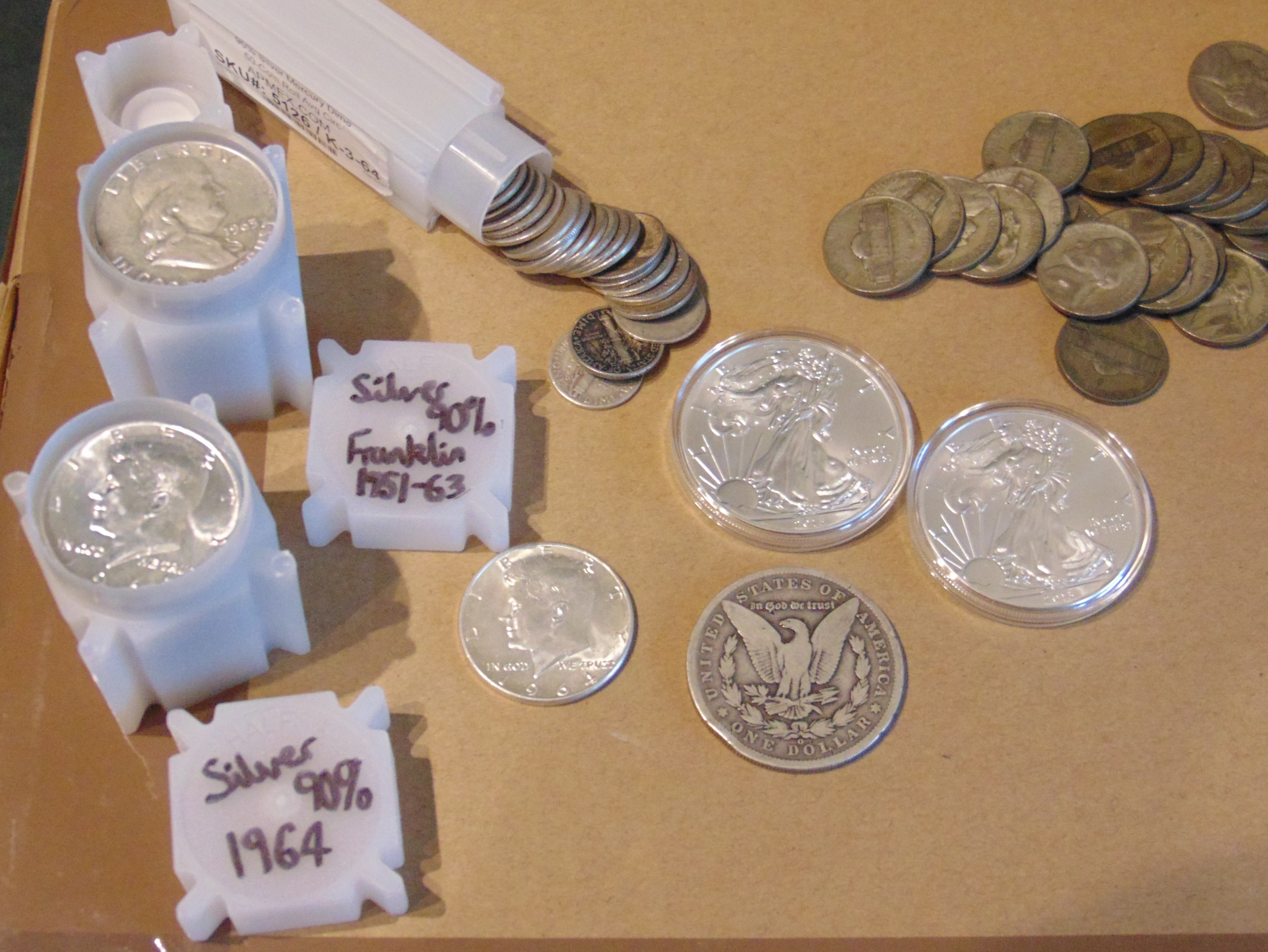
Các loại xu bạc của Mỹ

Bạc có thể được dùng như một khoản đầu tư giống như các kim loại quý khác. Nó đã được dùng để đúc làm tiền tệ và là vật lưu trữ giá trị trong hơn 4.000 năm, mặc dù bạc đã mất đi vai trò tiền tệ ở các nước phát triển khi họ chấm dứt đúc tiền lưu hành bằng bạc vào năm 1935. Một số quốc gia vẫn đúc tiền xu bằng bạc, nhưng chỉ dành cho các nhà sưu tập hoặc dự trữ, chẳng hạn như xu bạc "American Silver Eagle" của Mỹ với mệnh giá danh nghĩa là 1 dollar. Trong năm 2009, nhu cầu chính về bạc là dành để sản xuất các thiết bị công nghiệp (40%), đồ trang sức, tiền xu và các vật lưu niệm khác dành cho sưu tầm. Năm 2011, dự trữ bạc toàn cầu lên tới 530.000 tấn.